# Orchidaceae
Orchidaceae este o familie de plante monocotiledonate din clasa Liliopsida, ordinul Asparagales.

## Caracterele generale ale plantelor din Familia Orhidaceae
Toate plantele care au fost încadrate în această familie au următoarele caracteristici comune.

### Tipul de plante
Plante erbacee, uneori liane.

### Mediul de viață
Aceste plante trăiesc fie pe sol fie sunt epifite.

### Răspândire
Populează toate continentele exceptând Antarctica. Cel mai mare număr de orhidacee se găsesc la tropice dar există și numeroase specii de orhidee în Europa și România.

### Diversitate
O altă caracteristică a familiei Orchidaceae este numărul mare de specii care sunt cuprinse în această categorie sistematică, peste 20.000. În România sunt 25 de genuri cu 54 de specii. Acestea se întâlnesc prin păduri și pajiști de la șes sau de la munte.
Unii autori încadrează Familia Orchidaceae în Ordinul Orchidales iar alții în Ordinul Asparagales.

### Rădăcina
Aceste plante prezintă atât rădăcini principale cât și rădăcini adventive. Rădăcinile adventive pot fi atât subterane cât și aeriene. Rădăcinile aeriene prezintă velamen adesea prevăzute cu micorize endofite.

### Frunzele
Plantele din această familie au frunzele întregi, alterne, simple pețiolate sau sesile.

### Floarea

#### Caracterele generale ale florilor
Florile plantelor din această familie sunt bracteate, înalt specializate la polenizarea entomofilă.

#### Simetria
Simetria florilor este zigomorfă.

#### Elementele florale

##### Sepalele. Perigonul
Perigonul este petaloid.

##### Petalele. Corola
Dintre petale, labelul, prin forma sa adesea sofisticată, dă corolei originalitatea, grația și frumusețea, de multe ori și numele speciei.

##### Androceul
Androceul este adesea redus la o singură stamină concrescută cu stigmatul, alcătuind un ginostem.

##### Gineceul
Ovarul este inferior și tricarpelar. Ovulele sunt anatrope.

#### Tipul de flori
Orhidaceele au fie flori solitare, fie  grupate în  inflorescențe racemoase.

#### Polenizarea
Florile orhideelor atrag insectele prin parfumul, forma și culoarea lor. Sunt specii care pot fi polenizate doar de o singură specie de insecte.

#### Formula florală
P3+3 A1;2;5 G‾(3)

### Fructele
Fructele sunt capsule.

### Semințele
Semințele sunt mici și exalbuminate. Germinația nu poate avea loc decât în prezența unor anumite ciuperci cu care în simbioză are loc dezvoltarea plantei până la maturitate.

## Clasificarea Familiei Orchidaceae după mai multe surse
|                       | După Marin Andrei | După Sârbu, 1999                      | După University of Connecticut |
| --------------------- | ----------------- | ------------------------------------- | ------------------------------ |
| Sursa clasificării    | -                 | -                                     | -                              |
| Superregnum           | -                 | -                                     | -                              |
| Domeniu               | -                 | -                                     | -                              |
| Regn                  | -                 | Plantae                               | -                              |
| Subregn               | -                 | Cormobionta                           | -                              |
| Încrengătură, Divisio | -                 | Magnolio-phyta (Angio-spermato-phyta) | Magnolio-phyta                 |
| Clasă                 | -                 | Liliatae (Mono-cotiledo-natae)        | Liliopsida                     |
| Subclasă              | -                 | Liliidae                              | -                              |
| Ordin                 | -                 | Orchidales                            | Asparagales                    |
| Familie               | -                 | Orchidaceae                           | Orchidaceae                    |

## Subdiviziuni
Există cinci subfamilii:
- Apostasioideae
- Cypripedioideae
- Epidendroideae
- Orchidoideae
- Vanilloideae

Dintre cele peste 800 de genuri cunoscute ale familiei Orchidaceae, în lista următoare sunt enumerate circa 170:
Abdominea;
Acampe;
Acanthephippium;
Aceratorchis;
Acianthus;
Acineta;
Acrorchis;
Ada;
Aerangis;
Aeranthes; 
Aerides;
Aganisia;
Agrostophyllum;
Amitostigma;
Anacamptis;
Ancistrochilus;
Angraecum;
Anguloa;
Anoectochilus;
Anota;
Ansellia;
Aorchis;
Aplectrum;
Arethusa;
Armodorum;
Arpophyllum;
Ascocenda;
Ascocentrum;
Ascoglossum;
Aspasia;
Australorchis;
Auxopus;
Baptistonia;
Barbrodia;
Barkeria;
Barlia;
Bartholina;
Beloglottis;
Biermannia;
Bifrenaria;
Bletia;
Bletilla;
Bollea;
Brassavola;
Brassia;
Broughtonia;
Bulbophyllum;
Calanthe;
Calypso;
Catasetum;
Cattleya;
Cephalanthera;
Chondrorrhyncha;
Chysis;
Cibotium;
Cirrhopethalum;
Cleisostoma;
Clowesia;
Cochlioda;
Coelia;
Coelogyne;
Comparettia;
Coryanthes;
Corybas;
Cycnoches;
Cymbidium;
Cynosorchis;
Cypripedium;
Cyrtopodium;
Cyrtorchis;
Dactylorhiza;
Dendrobium;
Dendrochilum;
Diacrum;
Diaphananthe;
Disa;
Dossinia;
Dracula;
Encyclia;
Epidendrum;
Epipactis;
Eria;
Esmeralda;
Eulophia;
Eulophidium;
Eulophiella;
Galeandra;
Galeottia;
Gastrochilus;
Gomesa;
Gongora;
Goodyera;
Goodyera;
Grammatophyllum;
Gymnadenia;
Habenaria;
Haemaria;
Herschelia;
Houlletia;
Huntleya;
Isabelia;
Jonopsis;
Lacaena;
Laelia;
Lepanthes;
Leptotes;
Liparis;
Lissochilus;
Lockhartia;
Ludisia;
Lycaste;
Malaxis;
Masdevallia;
Maxillaria;
Mexipedium;
Miltonia;
Mormodes;
Mormolyca;
Neogyna;
Octomeria;
Odontoglossum;
Oncidium;
Ophrys;
Orchis;
Ornithidium;
Paphinia;
Paphiopedilum;
Paraphalaenopsis;
Peristeria;
Phaius;
Phalaenopsis;
Pholidota;
Phragmipedium;
Platanthera;
Pleione; 
Pleurothallis;
Promenaea;
Pterostylis;
Renanthera;
Renantherella;
Restrepia;
Restrepiella;
Rhynchostylis;
Rodriguezia;
Saccolabium;
Sarcochilus;
Satyrium;
Schomburgkia;
Selenipedium;
Serapias;
Sobralia;
Sophronitis;
Spiranthes;
Stanhopea;
Stelis;
Stenoglottis;
Thrixspermum;
Thunia;
Trias;
Trichocentrum;
Trichoglottis;
Trichophilia;
Vanda;
Vanilla;
Xylobium;
Zeuxine;
Zygopetalum.

## Imagini

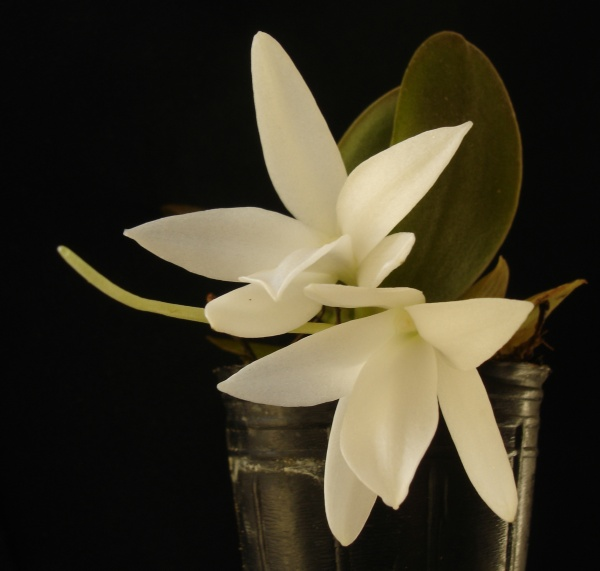
Aerangis fastuosa
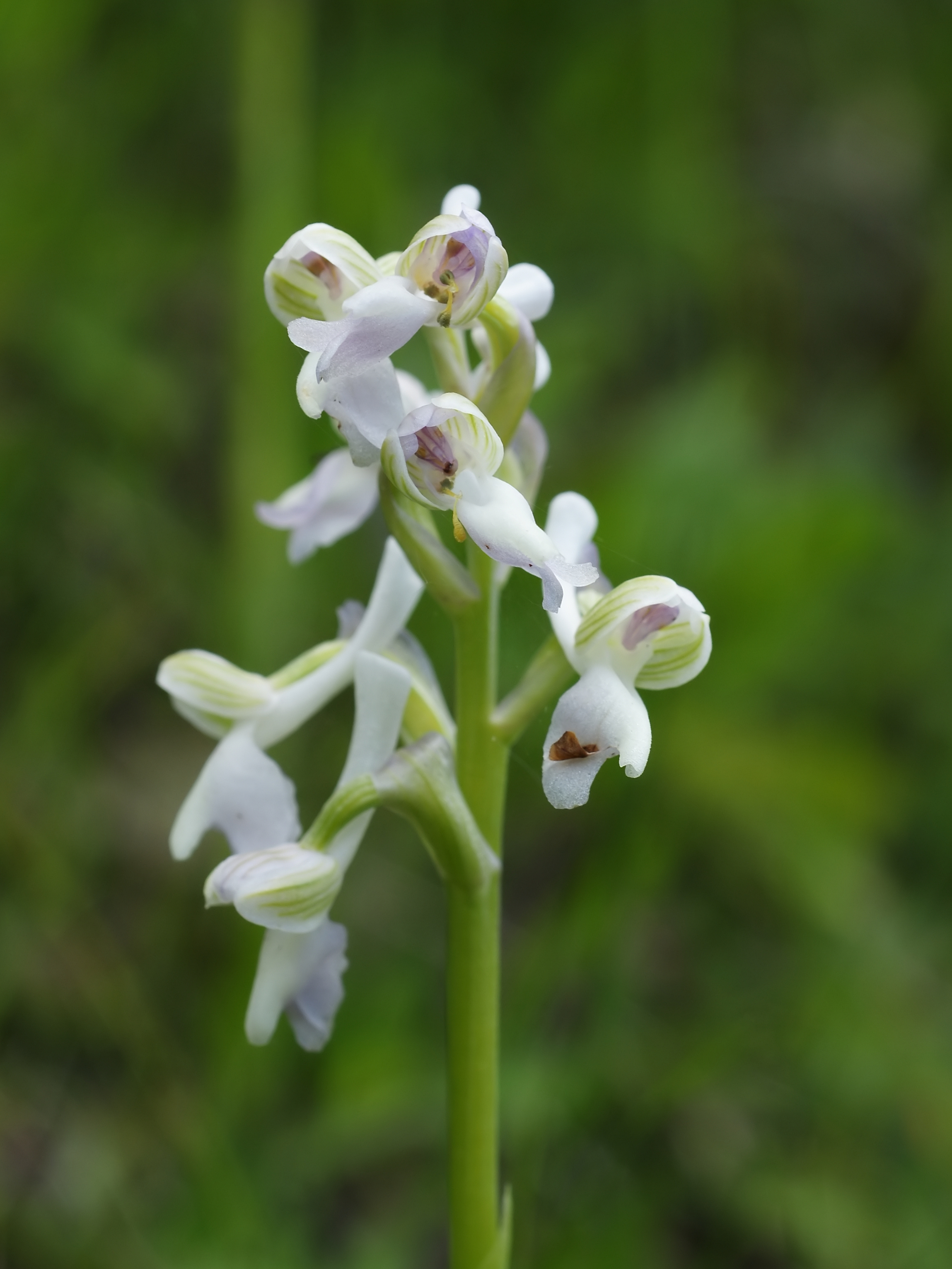
Anacamptis longicornu
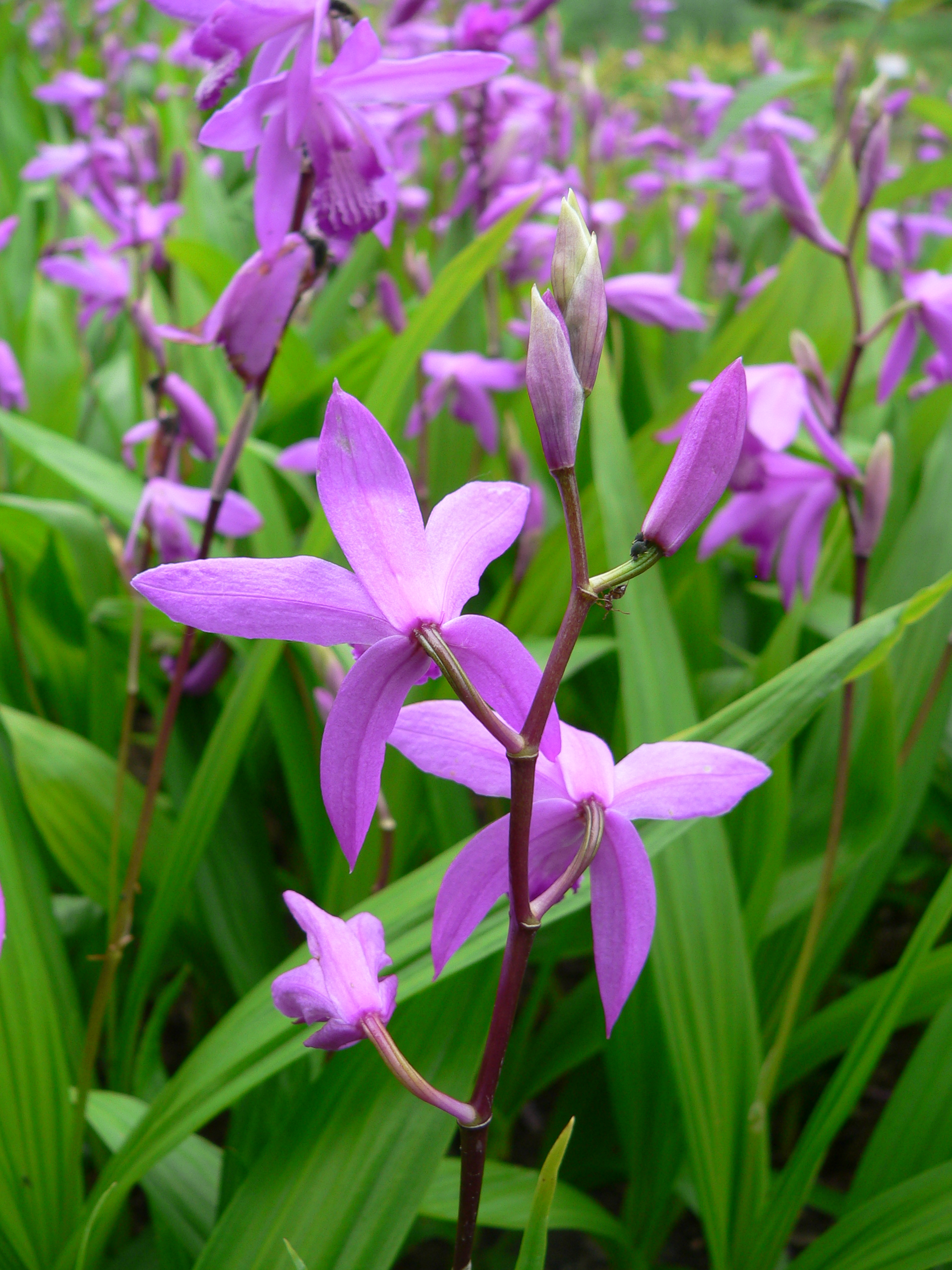
Bletilla striata
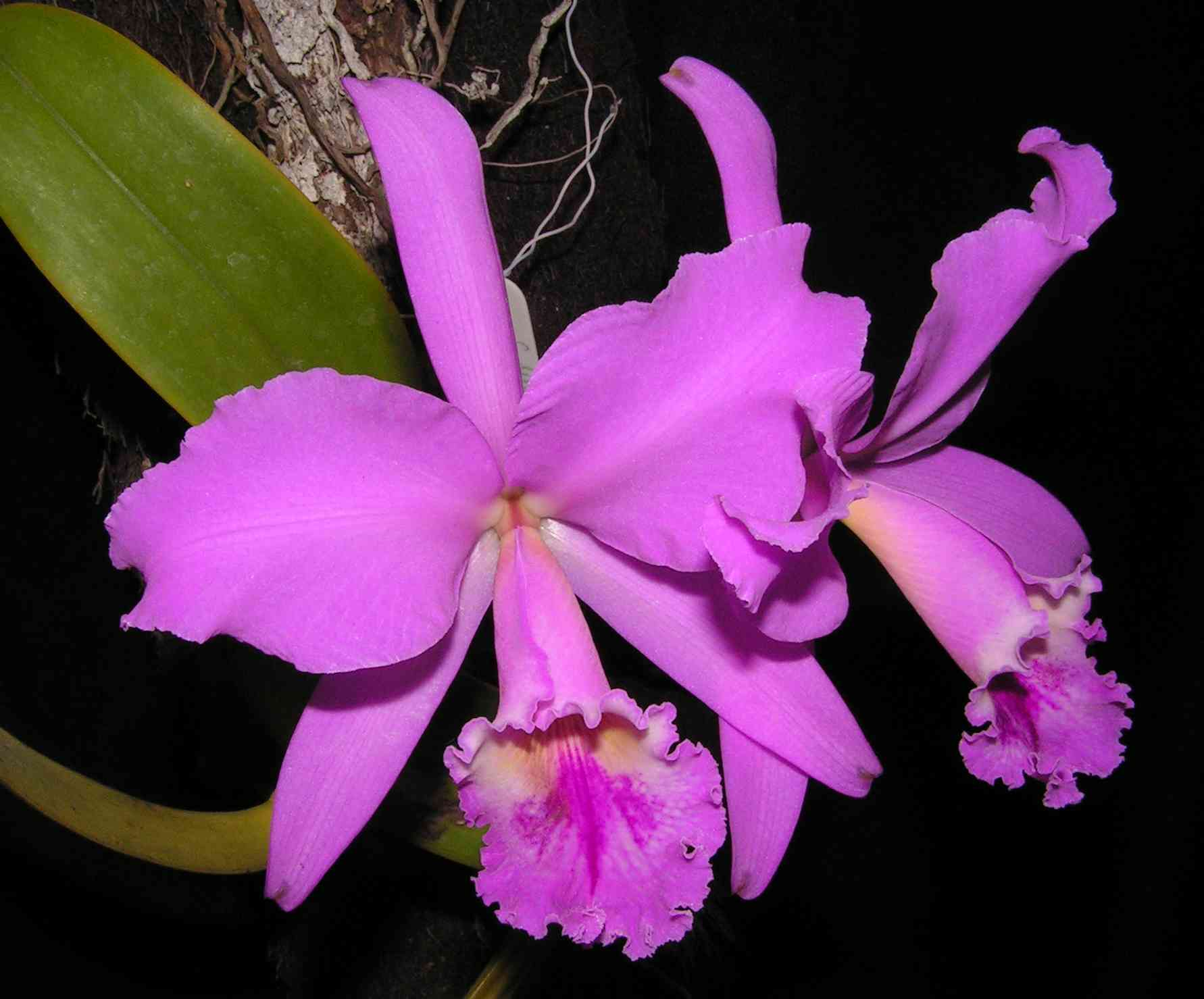
Cattleya labiata
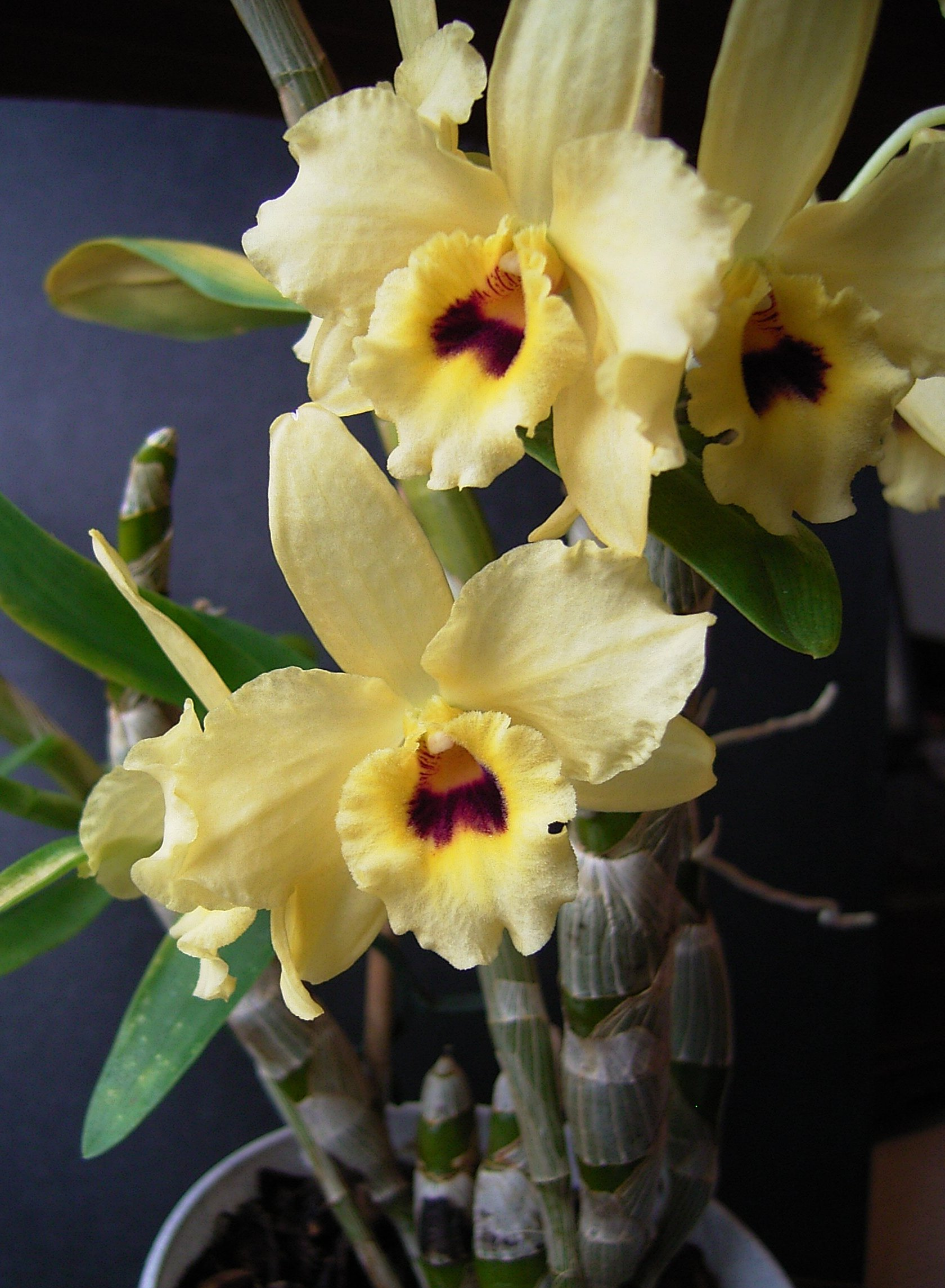
Dendrobium nobile
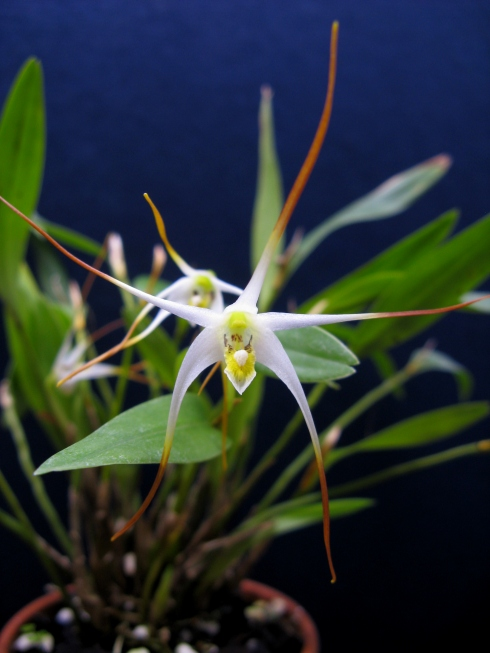
Diplocaulobium validicolle
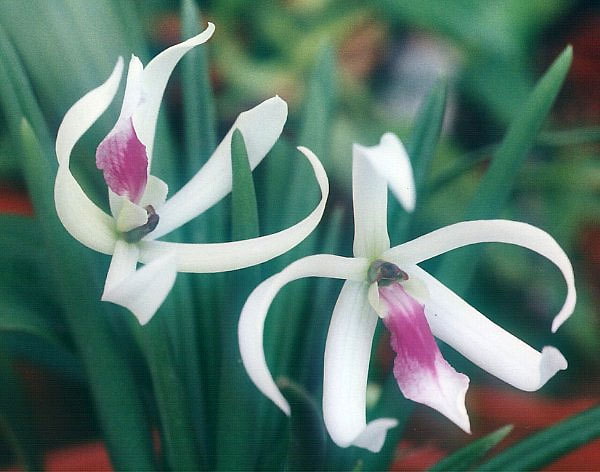
Leptotes bicolor
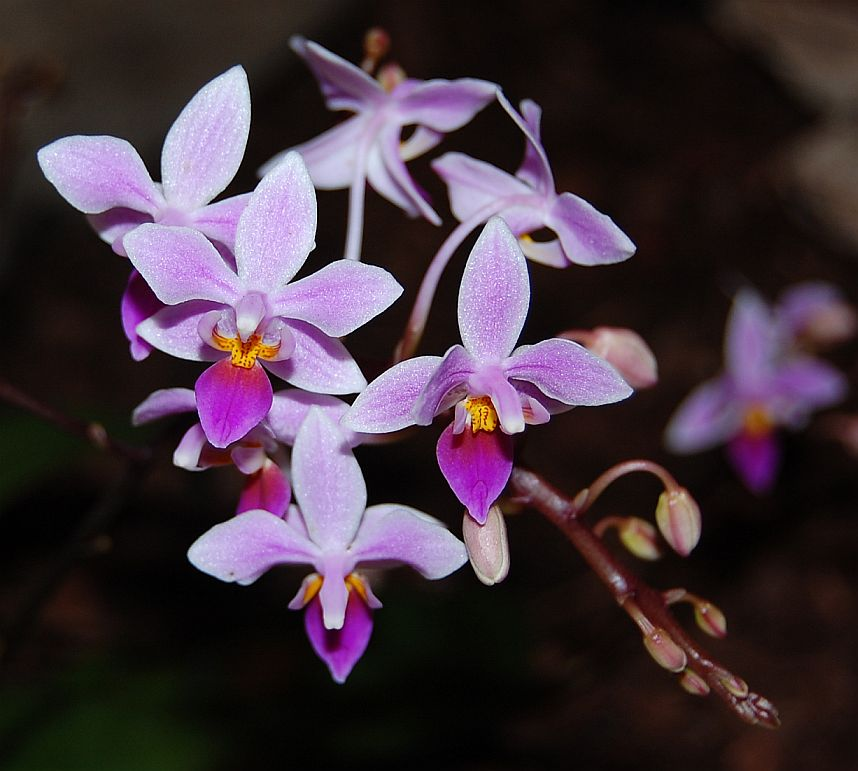
Phalaenopsis equestris
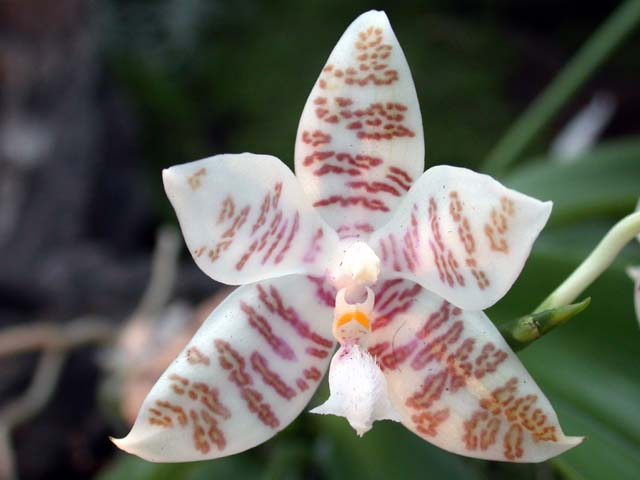
Phalaenopsis hieroglyphica
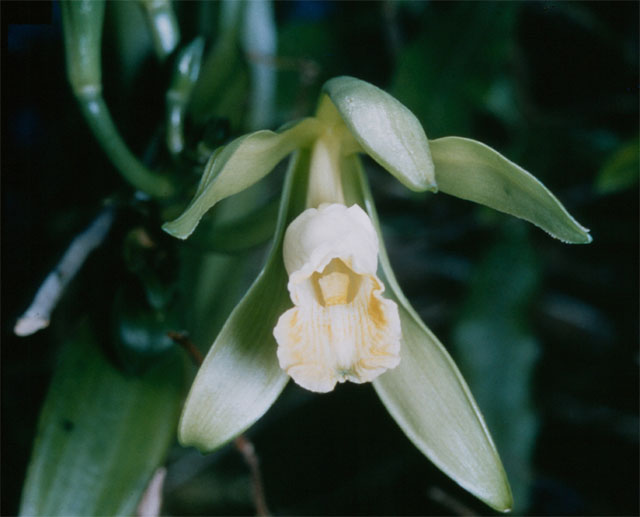
Vanilla planifolia